# NGC 1785
NGC 1785 (również ESO 56-**38) – grupa gwiazd znajdująca się w gwiazdozbiorze Złotej Ryby, klasyfikowana jako gromada otwarta lub asteryzm. Odkrył ją John Herschel prawdopodobnie w listopadzie 1834 lub grudniu 1835 roku. Widoczna jest na tle Wielkiego Obłoku Magellana, lecz należy do naszej Galaktyki. Znajduje się w odległości ok. 10 tys. lat świetlnych od Słońca oraz 27,8 tys. lat świetlnych od centrum Galaktyki. Gwiazdy tej grupy tworzą na niebie charakterystyczny „łańcuch”.